# 王子喬

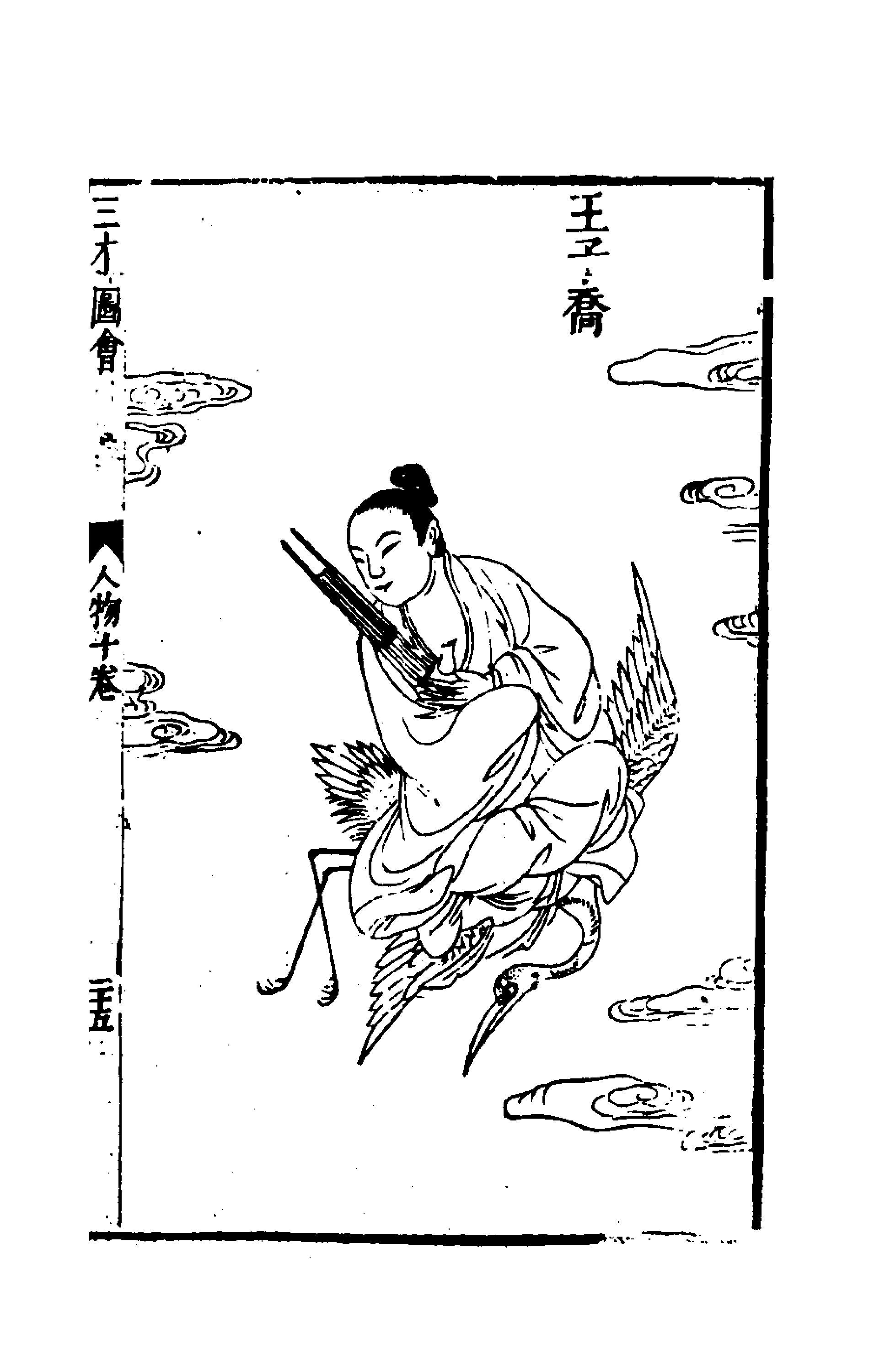
王子喬

王子喬（おうし きょう、生没年不詳）は、中国の仙人。周の霊王の太子晋（たいし しん）と同一人物とされる。
霊王の太子として立てられたが、王に直諫して廃位され、庶人となった。
笙を吹くのを好み、「鳳鳴」を作った。伊川・洛水の間を遊歴し、道士の浮丘公と上嵩山で出会った。三十数年後、「七月七日、緱氏山頭でわたしを待つように」と桓良にいった。予告通りに王子喬は白鶴に乗って山頂に現れたが、居合わせた人々はこれを見たものの届かず、王子喬は手を挙げて人々に謝し、去っていった。
穀物を食わず、100歳の長寿を保った。王子喬の遺体を室中に安置していたところ、須臾のうちに大鳥と化し、飛び去って行ったという。